# Crossfield (Alberta)
Crossfield est une ville (town) du Comté de Rocky View, située dans la province canadienne d'Alberta.

## Démographie
En tant que localité désignée dans le recensement de 2011, Crossfield a une population de 2 853 habitants dans 1018 de ses 1 090 logements, soit une variation de 6,9 % avec la population de 2006. Avec une superficie de 11,87 km2, la ville possède une densité de population de 240,28 hab/km2 en 2011.
Concernant le recensement de 2006, Crossfield abritait 2 648 habitants dans 940 de ses 960 logements. Avec une superficie de 4,8 km2, la ville possédait une densité de population de 551,4 hab/km2 en 2006.
| 2001  | 2006  | 2011  | 2016  |
| ----- | ----- | ----- | ----- |
| 2 399 | 2 648 | 2 853 | 2 983 |